# Kenedy (Teksas)

Położenie na mapie hrabstwa Karnes

Kenedy – miasto w Stanach Zjednoczonych, w stanie Teksas, w hrabstwie Karnes.